# Сидоровка (Московская область)
Сидоровка — деревня в муниципальном округе Егорьевск Московской области России.

## География
Деревня Сидоровка расположена в восточной части муниципального округа Егорьевск, примерно в 21 километре к юго-востоку от города Егорьевск. В 3 километрах к северу от деревни протекает река Цна. Высота над уровнем моря 128 метров.

## История
На момент отмены крепостного права деревня принадлежала помещице Колоколовой. После 1861 года деревня вошла в состав Починковской волости Егорьевского уезда. Приход находился в селе Владычино.
В 1926 году деревня входила в Парыкинский сельсовет Починковской волости Егорьевского уезда.
До 1994 года Сидоровка входила в состав Подрядниковского сельсовета Егорьевского района, а в 1994—2006 годы — Подрядниковского сельского округа.
Входит в состав сельского поселения Юрцовское.

## Демография
В 1885 году в деревне проживало 160 человек, в 1905 году — 183 человека (90 мужчин, 93 женщины), в 1926 году — 167 человек (78 мужчин, 89 женщин). По переписи 2002 года — 9 человек (3 мужчины, 6 женщин). Население — 16 человек (2010).
| 1859 | 1868 | 1885 | 1905 | 1926 | 2002 | 2006 |
| ---- | ---- | ---- | ---- | ---- | ---- | ---- |
| 126  | ↘120 | ↗160 | ↗183 | ↘167 | ↘9   | ↗11  |
| 2010 |      |      |      |      |      |      |
| ↗16  |      |      |      |      |      |      |